# VK Luchteren
VK Luchteren was een Belgische voetbalclub uit de Drongense parochie Luchteren in Oost-Vlaanderen. De club sloot in 1987 aan bij de KBVB met stamnummer 9090. 

## Geschiedenis
De club speelde nooit hoger dan Vierde Provinciale. 
In het tienjarige bestaan werd drie maal een zesde plaats gehaald, in 1989, 1995 en 1997
In 1997 fuseerde de club met FC Baarle tot Eendracht Drongen 97. Het stamnummer 9090 verdween.
In 2019 werd een nieuw VK Luchteren opgericht, dat als eerbetoon aan de oude club dezelfde benaming en clubkleuren koos en is aangesloten bij het Liefhebbers en Veteranen Voetbalverbond Melle. Deze nieuwe club speelt zijn thuiswedstrijden op de Blaarmeersen in Gent.

## Resultaten
| Seizoen          | Klasse | Klasse | Klasse | Klasse | Klasse | Klasse | Klasse | Klasse | Klasse | Reeks              | Punten | Opmerkingen | Beker van België |
|                  | I      | I      | II     | III    | IV     | P.I    | P.II   | P.III  | P.IV   |                    |        |             | Beker van België |
| ---------------- | ------ | ------ | ------ | ------ | ------ | ------ | ------ | ------ | ------ | ------------------ | ------ | ----------- | ---------------- |
| Als VK Luchteren |        |        |        |        |        |        |        |        |        |                    |        |             |                  |
| 1987/88          |        |        |        |        |        |        |        |        | 13     | Vierde Prov. O-Vl. | 10     |             |                  |
| 1988/89          |        |        |        |        |        |        |        |        | 6      | Vierde Prov. O-Vl. | 33     |             |                  |
| 1989/90          |        |        |        |        |        |        |        |        | 12     | Vierde Prov. O-Vl. | 22     |             |                  |
| 1990/91          |        |        |        |        |        |        |        |        | 10     | Vierde Prov. O-Vl. | 22     |             |                  |
| 1991/92          |        |        |        |        |        |        |        |        | 10     | Vierde Prov. O-Vl. | 22     |             |                  |
| 1992/93          |        |        |        |        |        |        |        |        | 10     | Vierde Prov. O-Vl. | 28     |             |                  |
| 1993/94          |        |        |        |        |        |        |        |        | 7      | Vierde Prov. O-Vl. | 34     |             |                  |
| 1994/95          |        |        |        |        |        |        |        |        | 6      | Vierde Prov. O-Vl. | 30     |             |                  |
| 1995/96          |        |        |        |        |        |        |        |        | 16     | Vierde Prov. O-Vl. | 25     |             |                  |
| 1996/97          |        |        |        |        |        |        |        |        | 6      | Vierde Prov. O-Vl. | 50     |             |                  |